# لافي الموركي
لافي محمد الموركي، هو لاعب كرة قدم سعودي يلعب كمدافع.

## مسيرة اللاعب
لعب في الفئات السنية في النادي العربي و انظم إلى برنامج الابتعاث السعودي لكرة القدم في فبراير 2021, و وقع مع نادي الفتح في صيف 2021 و انظم إلى نادي قلوة في صيف 2022 وانظم إلى نادي اللواء في عام 2023.